# Quận Berkeley, South Carolina
Quận Berkeley là một quận thuộc tiểu bang Hoa Kỳ Nam Carolina. Theo điều tra dân số năm 2000, quận có dân số 142.651 người, dân số năm 2005 là 151.673 người, Quận lỵ đóng ở Moncks Corner.6

## Địa lý
Theo Cục điều tra dân số Hoa Kỳ, quận có tổng diện tích 1,228 dặm Anh vuông (3.181 km²), trong đó, 1,098 dặm Anh vuông (2.843 km²) là diện tích đất và 130 dặm Anh vuông (338 km²) trong tổng diện tích (10,61%) là diện tích mặt nước.

### Các quận giáp ranh
- Quận Georgetown, Nam Carolina - Đông bắc
- Quận Williamsburg, Nam Carolina - Đông bắc
- Quận Charleston, Nam Carolina - Nam
- Quận Dorchester, Nam Carolina - Tây
- Quận Orangeburg, Nam Carolina - Tây bắc
- Quận Clarendon, Nam Carolina - Tây bắc

### Khu bảo tồn thiên nhiên
- Rừng quốc gia Francis Marion (một phần)

## Thông tin nhân khẩu
Theo cuộc điều tra dân số2 tiến hành năm 2000, quận này có dân số 6 người, 49.922 hộ, và 37.691 gia đình sinh sống trong quận này. Mật độ dân số là 130 người trên mỗi dặm Anh vuông (50/km²). Đã có 54.717 đơn vị nhà ở với một mật độ bình quân là 50 trên mỗi dặm Anh vuông (19/km²). Cơ cấu chủng tộc của dân cư sinh sống tại quận này gồm 68,00% người da trắng, 26,63% người da đen hoặc người Mỹ gốc Phi, 0,52% người thổ dân châu Mỹ, 1,87% người gốc châu Á, 0,08% người các đảo Thái Bình Dương, 1,20% từ các chủng tộc khác, và 1,70% từ hai hay nhiều chủng tộc. 2,76% dân số là người Hispanic hoặc người Latin thuộc bất cứ chủng tộc nào. 16,4% là người Mỹ, 10,0% người Đức, 8,4% người Ireland và 7,7% người Anh theo kết quả điều tra dân số năm 2000.
Có 49.922 hộ trong đó có 39,20% có con cái dưới tuổi 18 sống chung với họ, 56,70% là những cặp kết hôn sinh sống với nhau, 14,20% có một chủ hộ là nữ không có chồng sống cùng, và 24,50% là không gia đình. 19,40% trong tất cả các hộ gồm các cá nhân và 5,60% có người sinh sống một mình và có độ tuổi 65 tuổi hay già hơn. Quy mô trung bình của hộ là 2,75 còn quy mô trung bình của gia đình là 3,15,
Cơ cấu độ tuổi dân cư quận này như sau 28,00% dưới độ tuổi 18, 11,70% từ 18 đến 24, 31,20% từ 25 đến 44, 21,20% từ 45 đến 64, và 7,90% người có độ tuổi 65 tuổi hay già hơn. Độ tuổi trung bình là 32 tuổi. Cứ mỗi 100 nữ giới thì có 103,20 nam giới. Cứ mỗi 100 nữ giới có độ tuổi 18 và lớn hơn thì, có 102,20 nam giới.
Thu nhập bình quân của một hộ ở quận này là $39.908, và thu nhập bình quân của một gia đình ở quận này là $44.242, Nam giới có thu nhập bình quân $31.583 so với mức thu nhập $22.420 đối với nữ giới. Thu nhập bình quân đầu người của quận là $16.879, Khoảng 9,70% gia đình và 11,80% dân số sống dưới ngưỡng nghèo, bao gồm 15,60% những người có độ tuổi 18 và 12,90% là những người 65 tuổi hoặc già hơn.

## Thành phố và thị trấn
- Bonneau
- Charleston
- Cross
- Goose Creek
- Gumville
- Hanahan
- Huger
- Jamestown
- Ladson
- Moncks Corner
- Pinopolis
- St. Stephen
- Summerville